# Lexington Hills (California)
Lexington Hills es un lugar designado por el censo ubicado en el condado de Santa Clara en el estado estadounidense de California. En el año 2000 tenía una población de 2.454 habitantes y una densidad poblacional de 209.7 personas por km².

## Geografía
Lexington Hills se encuentra ubicado en las coordenadas 37°9′28″N 121°59′2″O / 37.15778, -121.98389. Según la Oficina del Censo, la ciudad tiene un área total de 11,7 km² (4,5 mi²), de la cual 11,6 km² (4,5 mi²) es tierra y 0,1 km² (0 mi²) (1.11%) es agua.

## Demografía
Según la Oficina del Censo en 2000 los ingresos medios por hogar en la localidad eran de $103,955, y los ingresos medios por familia eran $110,809. Los hombres tenían unos ingresos medios de $69,891 frente a los $51,116 para las mujeres. La renta per cápita para la localidad era de $56,235. Alrededor del 3.3% de la población estaban por debajo del umbral de pobreza.